# Зетска област (Краљевина СХС)
Зетска област је једна од 33 области у Краљевини СХС. Налазила се на подручју данашње Црне Горе, делова Косова и Метохије, Босне и Херцеговине. Настала је 1922. када је Краљевина Југославија подељена на области, спајањем ранијих округа: Никшићки, Цетињски, Которски, Колашински, Подгорички, Барски, Берански, Андријевички и Метохијски (Пећ) - генерално речено, предратна Црна Гора без Пљеваља и Бијелог Поља, са Котором. Средиште области се налазило у Цетињу. Околне области:
- Дубровачка
- Мостарска
- Сарајевска
- Ужичка
- Рашка
- Косовска.

Административна подела
Област је садржавала срезове:
- Андријевички
- Барски
- Берански
- Бококоторски (Котор)
- Будимски (Беране)
- Биочки
- Велимски
- Вирски (Вирпазар)
- Горански
- Доњоморачки (Ман. Морача)
- Даниловградски
- Ђаковички
- Источки
- Колашински
- Крајински (Ливари)
- Краљски
- Матешевски
- Никшићски
- Пећски
- Плавогусињски (Плав)
- Подгорички
- Ријечки
- Рожајски
- Тушки
- Улцињски
- Цетињски
- Чевски
- Шавнички

## Велики жупани
- Јанићије Красојевић од 1927.
- Милован Џаковић до 1927.[2]